# Вырыпаево (Мордовия)
Вырыпаево — село, центр сельской администрации в Ромодановском районе Республика Мордовия. 
Население 245 человек (2001 год), в основном русские.

## История
Поселение расположено на речке Урьке, в 13 км от районного центра и 15 км от железнодорожной станции Красный Узел. Название-антропоним: владельцами этого населенного пункта были служилые люди Вырыпаевы и Пановы, прибывшие на Атемарскую засечную черту в 1652 году, о чём сказано в «Атемарской десятне 1669—1670». В «Списке населённых мест Пензенской губернии» (1869 год) Вырыпаево (Паново, Воскресенское) — село казённое и владельческое из 136 дворов (963 человек) Саранского уезда. В 1894 году в селе насчитывалось 194 двора (1 072 человек). По сведениям 1913 года, в Вырыпаеве были церковно-приходская школа, кузница, три торговые лавки, несколько кустарных мастерских. В 1930-е годы были созданы колхозы «Красный богатырь», имени Серова и «Парижская коммуна»; с 1952 года — совхоз «Вырыпаевский»; с 1995 года — ГУП (плодово-ягодное хозяйство). В современной инфраструктуре села — средняя школа, медпункт, магазин, церковь. Вырыпаево — родина заслуженного врача МАССР Н. И. Дергачёвой, кинооператора, режиссёра В. А. Иванова, историка В. И. Захарова. В Вырыпаевскую сельскую администрацию входят д. Новотроицкая Горка (23 человека) и Сумаруково (три человека).